# Jameel Kadhem
Jameel Jasim Jawad Kadhem (arab. ‏جميل جاسم جواد كاظم‎, ur. 25 maja 1971) – bahrajński kolarz szosowy, uczestnik igrzysk olimpijskich.
Kadhem reprezentował Bahrajn podczas igrzysk olimpijskich 1992 odbywających się w Barcelonie. Wystąpił w jeździe drużynowej na czas razem z Saberem Mohamedem Hasanem, Jamalem Ahmedem Al-Doserim i Mamdoohem Al-Doserim. Bahrajńczycy zajęli wówczas 22. miejsce pośród 30 reprezentacji biorących udział w konkurencji. Wystartował także w wyścigu indywidualnym ze startu wspólnego, którego nie ukończył.